# Álvares de Azevedo
Manuel Antônio Álvares de Azevedo (São Paulo, 12 de septiembre de 1831-Río de Janeiro, 25 de abril de 1852) fue un escritor de la segunda generación romántica de la literatura brasileña (llamada Ultra Romântica, Byroniana o Mal do Século -Mal del Siglo), cuentista, dramaturgo, poeta y ensayista brasileño.

## Semblanza biográfica
Hijo de Inácio Manuel Álvares de Azevedo y Maria Luísa Mota Azevedo, pasó la infancia en Río de Janeiro, donde inició sus estudios. Volvió a São Paulo (1847) para estudiar en la Facultad de Derecho de Largo de São Francisco, donde ganó fama por sus brillantes y precoces producciones literarias. Destacó por su facilidad para aprender idiomas y por su espíritu jovial y sentimental.
Durante sus estudios de derecho tradujo el quinto acto de Otelo, de Shakespeare y Parisina, de Lord Byron; fundó la revista de la Sociedade Ensaio Filosófico Paulistano (1849); formó parte de la Sociedade Epicuréia (Sociedad epicúrea) e inició el poema épico O Conde Lopo, del que sólo se conservan fragmentos.
No llegó a concluir sus estudios pues enfermó de tuberculosis pulmonar. Murió sin haber cumplido 21 años, muerte actualmente atribuida a una diverticulitis. Su obra comprende: Poesías diversas, Poema do Frade, el drama Macário, la novela O Livro de Fra Gondicário, Noite na Taverna, Cartas, varios Ensaios (Literatura y Civilización en Portugal, Lucano, George Sand, Jacques Rolla), y su obra principal Lira dos vinte anos (inicialmente planeada para ser publicada en un proyecto - As três Liras - en conjunto con Aureliano Lessa y Bernardo Guimarães). Es patrón de la silla n.º 2 de la Academia Brasileña de Letras.

## Crítica Académica
Ha suscitado algunos estudios académicos, entre los cuales destacan "O Belo e o Disforme", de Cilaine Alves Cunha (Ed. USP, 2000), "Uma lira de duas cordas", de Rafael Fava Belúzio (Ed. SCRIPTUM/UFMG, 2015) y  "Entusiasmo indianista e ironía byroniana" (Tesis de Doctorado, USP, 2000); "O poeta leitor. Um estudo das epígrafes ugoanas em Álvares de Azevedo", de Maria C. R. Alves (Disertación de Maestrazgo, USP, 1999).
Sus principales influencias son Lord Byron, Chateaubriand, y principalmente Alfred de Musset.
Un aspecto característico de su obra y que ha estimulado cierta polémica es su poética, que él mismo definió como un "binomio", que consiste en aproximar extremos, en una altitud típicamente romántica. Es importante señalar el prefacio a la segunda parte de Lira dos Vinte Anos, uno de los puntos críticos de obra y en la cual define toda su poética.
Es el primero en incorporar lo cotidiano en la poesía en Brasil, con poemas como "Idéias íntimas", en la segunda parte de la Lira.
Figura en la antología del cancionero nacional. Fue muy leído hasta las dos primeras décadas del siglo XX, con constantes reediciones de su poesía y antologías.
Las últimas escenificaciones de su drama "Macário" fieron en 1994 e 2001.

## Cronología
- 1833, 14 de septiembre - Nacimiento en São Paulo, en la esquina de la calle de la Feira con Cruz Preta, actuales Senador Feijó y Quintino Bocaiúva.
- 1831 - Traslado a Río de Janeiro.
- 1835 - Muere el 26 de junho su hermano más joven, Inácio Manuel, en Niterói, dejando al poeta profundamente apenado.
- 1840 - Matriculado en el colegio Stoll, en Botafogo. Su desempeño le vale los elogios del propietario del colegio, el Dr. Stoll: "Reúne, lo que es muy raro, la mayor inocencia de costumbres y la más vasta capacidad intelectual que he encontrado en América en un niño de su edad".
- 1844 - Se traslada a São Paulo, y tras estudiar francés, inglés y latín vuelve a Río a final de año.
- 1845 - Se matricula en 5.º año de internado en el Colegio Pedro II, en Río, donde sufrió las consecuencias de su costumbre de caricaturizar a los profesores.
- 1846 - Cursa 6.º año en el mismo colegio, teniendo como profesor a Domingos José Gonçalves de Magalhães.
- 1847 - Recibe, a 5 de diciembre, el grado de bachiller en Letras.
- 1848 - Ingresa, a 1 de marzo en la Facultad de Derecho de São Paulo, donde conoce, entre otros, a José de Alencar y Bernardo Guimarães.
- 1849 - Se matricula en 2.º año. Pronuncia un discurso el 11 de agosto, en la sesión conmemorativa del aniversario de la creación de los cursos jurídicos de Brasil. Pasa las vacaciones en Río, con constantes pensamientos de muerte.
- 1850 - Escribe "una novela de más de 200 páginas, dos poemas, ensayos, fragmento de poema en una lengua muy antigua" (hoy perdido). El 9 de mayo pronuncia el discurso inaugural de la sociedad "Ensaio Filosófico". De vuelta a São Paulo se matricula en 3.er año. En septiembre se suicida por amor el alumno de quinto curso Feliciano Coelho Duarte, y el poeta hace, el 12 de ese mes, el discurso de adiós.

- 1851 - Cursa el 4.º año. El 15 de septiembre muere João Batista da Silva Pereira. Pasa las vacaciones e Itaboraí, en la hacienda de su abuelo. Presiente la muerte y dice que no va a volver a São Paulo.
- 1852, 25 de abril - Debido a las consecuencias de una caída desde un caballo fallece a las 17 horas en Río de Janeiro. Es enterrado al día siguiente. Está enterrado el cementerio de San Juan Bautista, sepultura 12A.

## Obra
- 1853 Poesías de Manuel António Álvares de Azevedo, Lira dos Vinte Anos (única obra preparada para publicación por el autor) y Poesías diversas.
- 1855 Obras de Manuel António Álvares de Azevedo, primera publicación de su prosa (Noite na Taverna).
- 1862 Obras de Manuel António Álvares de Azevedo, 2.ª y 3.ª edición, primera aparición del Poema do Frade y 3.ª parte da Lira.
- 1866 O Conde Lopo, poema inédito.

Merece una mención especial la "Lira dos Vinte Anos", compuesta de diversos poemas. La Lira está dividida en tres partes, siendo la 1.ª Face Ariel y la 2.ª Face Caliban. 
La Face Ariel muestra un Álvares de Azevedo ingenuo, casto e inocente.
En Face Caliban presenta poemas irónicos y sarcásticos.